# José Cristino Franco Ribate
José Cristino Franco Ribate (Cariñena, 14 december 1878 – Bilbao, 1951) was een Spaans componist, dirigent en klarinettist.

## Levensloop
Ribate studeerde harmonie en compositie bij Ramón Borobia in Zaragoza en vervolgens klarinet en orkestdirectie. Hij vertrok naar Bilbao. Hij werd dirigent van de Banda Municipal de Bermeo en in 1915 - gekozen uit 25 kandidaten - ook dirigent van de Banda Municipal de Irún. In 1912 en 1913 won hij met zijn composities voor banda (Euskalerriko kantak, Euskal-erria en Eusko gogua) de eerste prijzen. Franco Ribate was ook dirigent van de Banda Municipal de Música Gallur.
In 1920 was hij medeoprichter en eerste directeur van het Conservatorio Superior de Música "Juan Crisóstomo de Arriaga" de Bilbao in Bilbao. Aan dit conservatorium werkte hij rond 30 jaar. 
Van 1924 tot 1933 was hij dirigent van de Banda Municipal de Bilbao. Hij schreef meer dan 200 composities, vooral voor bandas (harmonieorkesten), maar ook een mis, een opera, een operette een talrijke andere werken. 

## Composities

### Werken voor banda (harmonieorkest)
- 1910 Espampas vascas
- 1917 Desconsuelo, treurmars
- 1918 Arrantzaliak (Los Pescadores), symfonisch gedicht
  1. La oración en el mar
  2. En el puerto
  3. Regreso de la pesca
- 1925 Agüero, paso doble (opgedragen aan de torero Martín Agüero y Ereño)
- Alma española
- Camino de Rosas, paso-doble
- Dies irae
- Dolorosa, processiemars
- Escenas vascas
- Euskal-Erriko Abestiak, pasacalla voor banda (harmonieorkest)
- Euskal-erria, ouverture
- Eusko gogua, ouverture
- Euzko Elezkiak, suite
- Gracia y belleza, pasacalla voor banda (harmonieorkest)
- In Paradisum, processiemars
- La Cruz, processiemars
- La Pasión, processiemars
- Lau Urtearoak (Las cuatro estaciones)
- Misericordia, treurmars
- Pasionaria, treurmars
- Rosa mística
- Soledad, processiemars
- Tantum Ergo
- Triana, paso doble

### Muziektheater

#### Operettes
- Delirios de champagne

#### Balletten
- Las cuatro estaciones - première: mei 1958, Madrid - choreografie: Victor Olaeta

#### Revue
- 1917 Música

### Werken voor koren
- ¡Racataplau!, voor gemengd koor
- El Farol de Artecalle, voor gemengd koor

### Werken voor mandolineorkest
- Camino de Rosas, paso-doble

### Pedagogische werken
- 1943 Escalas, arpegios, ejercicios y estudios melódicos para clarinete
- Bombardino - Metodo Elemental
- Clarinete - Metodo Elemental
- Método elemental de flauta
- Saxofon - Metodo Elemental
- Trompa - Metodo Elemental

## Publicaties
- Manual de instrumentación de banda